# جيمس كانان
اللواء جيمس هارولد كنان (ولد يوم 29 اوت 1822 في كوينزلاند و توفي يوم 23 ماي 1976) وكان عميدًا بالجيش الأسترالي في الحرب العالمية الأولى ومدير التموين خلال الحرب العالمية الثانية .